# Тамар Кекенадзе
Тамар Кекенадзе (груз. თამარ კეკენაძე; нар. 12 квітня 1982 року, Тбілісі) — грузинська політикиня. Голова Партії вільних демократів з вересня 2020 року.

## Біографія
Народилася 12 квітня 1982 року. Закінчила Грузинський технічний університет. Має ступінь кандидата економічних наук та магістра інформатики та систем управління. Є стипендіатом Фонду Дональда Рамсфельда та Академії розвитку лідерства Стенфордського університету. У 2012-2015 роках очолювала грузинську місію Цивільного офісу Міністерства оборони Грузії при НАТО та Європейському Союзі. У 2009-2011 роках обіймала посаду начальника відділу НАТО в Міністерстві оборони Грузії. У 2005-2008 роках працювала у громадській організації «Нове покоління — нова ініціатива», де курувала освітні програми НАТО. З 2020 року — голова політичної партії «Вільні демократи». На виборах до місцевого самоврядування 2021 року політична коаліція «Третя сила» висунула кандидата на посаду мера Тбілісі.